# Lista de reis da Galiza

Armas do Reino da Galiza.

O  reino da Galiza, ou unidade administrativa da Galiza, de jure dependente do reino das Astúrias (até depois do século X) ou de Leão, surgiu como reino de facto na primeira divisão das Astúrias por testamento de Afonso III, o Casto entre os seus três filhos (a saber: Garcia I de Leão, Ordonho II de Galiza e Fruela II das Astúrias). Tornando ora a anexar-se, ora a independentizar-se por curto período (não em sentido de autonomia permanente ou de esforços com fins de indepedência), a Galiza, não obstante a emancipassem politicamente testamentos e desavenças internas, consistiu, até Garcia II (1065-1071), numa dentre as três grandes unidades para fins de organização administrativa das Astúrias que esporadicamente se independentizou (demais unidades: Astúrias, propriamente dita, Leão e, pelos fins do século IX, Portucale). Deste marco em diante, não se lhe havendo mais conferido independência política, governou-se-a unicamente como território de jure dos sucessivos e absorvidos reinos Leão (até 1230) e Castela (até 1516) pelo vindouro (e moderno) de Espanha, porquanto o termo Galiza constituísse mero "título" agregado aos das respectivas e sucessivas coroas. 
No entanto, a ideia de um reino na Idade Média está longe da ideia de um reino na Idade Moderna , e em particular a historiografia castelhana ou espanhola subestimou a importância do reino da Galiza. Explica isso o historiador Miguel-Anxo Murado: «Por exemplo o historiador Moyrata, em sua História Geral da Espanha, transforma "Gallaécia" na Cantábria; Gayangos, em uma edição das crônicas de Almacari, traduz "ardhu al-Jalalkah" (a terra dos galegos) por "Galiza e Astúrias", enquanto para Lafuente "Jalikiya" (um dos topônimos árabes para a Galiza) é, não se sabe como, "Reino de Leão";  Ordonho I é intitulado "Rei da Galiza" sem mais, e quando o Papa João IX se dirige a Afonso III, ele o chama de "Adefonsus Regi Gallaeciarum"; Claudio Sánchez Albornoz escreveu um ensaio sobre essa carta e intitulou: "sobre una epístola del Papa Juan IX a Alfonso II de Asturias", o que é bastante estranho, porque se formos ao texto original o que se lê é "Rex Gallaetiae"».
Durante breve espaço de tempo, os  reis portugueses Fernando I e Afonso V também se consideraram reis da Galiza (bem como reis de Castela e Leão), por via matrimonial. Oficialmente, a Galiza manteve-se como «reino» até 1833, ano em que foi dividida conforme suas quatro actuais províncias. Em 1837, a denominação foi extinguida da intitulação régia, supondo-se-a sob o termo geral de Reino de Espanha.

## Reis suevos de Galicia (409-585)

### Primeira Dinastia Real (409–456)
- Hermerico (409–438)
- Réquila (438–448)
- Requiário (448–456)
- Agiulfo (456–457)

### Reis durante a Guerra Civil Sueva (457–469)
Nota: a Guerra Civil Sueva dividiu o Reino, com vários reis a governar diferentes porções da Galiza.
- Frantano (456-457). Dominando a parte sul.
- Agiulfo (456-457). Dominando a parte norte.
- Maldras (457–459)
- Frumário (459–463)
- Requimundo (459–463)
- Remismundo (459–469) - reunificação em 463

Período obscuro (469–550)
- Hermenerico
- Veremundo
- Teodemundo

### Período final dos Suevos (550–585)
- Carriarico (550–558)
- Ariamiro (558–561)
- Teodomiro (561–570)
- Miro or Mirón (570–583)
- Eborico, ou Eurico (583–584)
- Andeca (584–585)
- Amalarico (585)

## Reis da Galiza

### Dinastia Asturo-Leonesa
Em 910, Afonso III, o Grande foi forçado a abdicar em favor de seus filhos, Ordonhoo, Fruela e Garcia, que dividiram o reino entre eles. Ordonho é o primeiro a adotar o título de "Rei da Galiza".
| Nome                                | Retrato | Nascimento                                                                    | Início Reinado        | Fim Reinado           | Casamento(s) | Morte                                                                                      | Notas |
| ----------------------------------- | ------- | ----------------------------------------------------------------------------- | --------------------- | --------------------- | --- | ------------------------------------------------------------------------------------------ | --- |
| Ordonho II                          |         | c. 871? Filho de Afonso III das Astúrias e Jimena Garcês de Pamplona          | 10 de dezembro de 910 | 924                   | Elvira Mendes de Coimbra 892 cinco filhos Aragonta Gonçalves 922 sem filhos Sancha Sanches de PamplonaFevereiro de 923 sem filhos | 924 Leão c. 53 anos Sepultado na Catedral de Leão                                          | Governava desde 910 sob o titulo de dominus (senhor). Também rei de Leão (914-924); o seu domínio estende-se pelos antigos conventii de Lugo e Braga.                                              |
| Fruela II O Leproso                 |         | c. 874 Oviedo Filho de Afonso III das Astúrias e de Jimena Garcês de Pamplona | 924                   | 925                   | Ximena Nuniloc. 911 três filhos                                                                                                   | Julho de 925 Zamora c. 51 anos Sepultado na Catedral de Leão                               | Também rei das Astúrias e de Leão. |
| Afonso Froilaz O Corcunda           |         | c. 911? Filho de Fruela II das Astúrias e Nunilo Jimena?                      | 925                   | 925                   | Não casou | c. 933? c. 34 anos Sepultado na Basílica de Santo Isidoro, em Leão                         | Filho de Fruela II, foi rei de Leão e da Galiza durante um breve lapso de tempo, entre 925 e 926; tão desafortunado foi que a História nem sequer o regista com um ordinal para acompanhar o nome. |
| Sancho Ordonhes                     |         | c. 895                                                                        | 925                   | 929                   | Goto Moniz de Coimbra Antes de 927 três filhos                                                                                    | 929 c. 34 Sepultado no Castrelo de Miño                                                    | Primogénito de Ordonho II. |
| Afonso IV O Monge                   |         | c. 899? Filho de Ordonho II da Galiza e Leão e Elvira Mendes de Coimbra       | 929                   | 931                   | Onneca Sanches de Pamplona925 dois filhos                                                                                         | Agosto de 933 Ruiforco de Torío c. 34 anos Sepultado na Basílica de Santo Isidoro, em Leão | |
| Lista de monarcas de Leão (931-982) |         |                                                                               |                       |                       | |                                                                                            | |
| Bermudo II O Gotoso                 |         | c. 948? Filho de Ordonho III de Leão e Urraca Fernandes de Castela            | 982                   | 999                   | Velasquita Ramires 980 um filho Elvira Garcia 980 três filhos                                                                     | c. 999? Villanueva del Bierzo c. 51 anos Sepultado na Basílica de Santo Isidoro, em Leão   | Coroado como anti-rei pela nobreza galega em Santiago de Compostela. Descaminhou Ramiro III de Leão na batalha da Portela de Areas, após a qual ascendeu ao trono de Leão.                         |
| Afonso V O Nobre                    |         | c. 994? Filho de Bermudo II de Leão e Elvira Garcia                           | 999                   | 7 de agosto de 1028   | Elvira Mendes de Portucale 1014 dois filhos Urraca Garcês de Pamplona Entre maio e novembro de 1023 um filho                      | 7 de agosto de 1028 Viseu c. 34 anos Sepultado na Basílica de Santo Isidoro, em Leão       | O primeiro a usar o título de rei de Castela (como Afonso V de Castela). |
| Bermudo III O Moço                  |         | 1017 Filho de Afonso V de Leão e Castela e Elvira Mendes de Portucale         | 7 de agosto de 1028   | 4 de setembro de 1037 | Jimena Sánchez Antes de 17 de fevereiro de 1035 um filho                                                                          | 4 de setembro de 1037 Toledo c. 20 anos                                                    | |

### Dinastia Jiménez
| Nome                 | Retrato | Nascimento                                                                            | Início Reinado         | Fim Reinado            | Casamento(s) | Morte                                                                                              | Notas |
| -------------------- | ------- | ------------------------------------------------------------------------------------- | ---------------------- | ---------------------- | --- | -------------------------------------------------------------------------------------------------- | --- |
| Sancha I             |         | c. 1018? Filha de Afonso V de Leão e Castela e Elvira Mendes de Portucale             | 4 de setembro de 1037  | 27 de dezembro de 1065 | 1032 cinco filhos | 7 de novembro de 1067 Leão c. 49 anos Sepultada na Basílica de Santo Isidoro, em Leão              | Irmã de Bermudo III, governa conjuntamente com o esposo, Fernando I, primeiro rei de Castela. |
| Fernando I O Grande  |         | c. 1016? Navarra Filho de Sancho Garcês III de Pamplona e Munia Mayor de Castela      | 4 de setembro de 1037  | 27 de dezembro de 1065 | 1032 cinco filhos | 27 de dezembro de 1065 Leão c. 49 anos Sepultado na Basílica de Santo Isidoro, em Leão             | Primeiro rei de Castela. Depois de derrotar as tropas leonesas e da morte do rei Bermudo III, Fernando I, que já era rei de Castela (que se autonomizara de condado em reino chefiado pelos reis de Navarra), acedeu ao trono de Leão; o seu direito fundamentava-se no casamento com Sancha, irmã de Bermudo; trata-se da primeira unificação dos tronos de Leão e Castela. Após a morte de Fernando, o reino foi repartido pelos seus três filhos, Garcia (Galiza), Sancho (Castela) e Afonso (Leão). |
| Garcia II            |         | 1040 Filho de Fernando I de Leão e Sancha I de Leão                                   | 27 de dezembro de 1065 | 1071                   | Não casou | 22 de março de 1090 Castelo de Vermoim c. 50 anos Sepultado no Panteão Real de São Isidoro de Leão | Reinou na Galiza e no Condado de Portugal, com o título de, desde 1070, com a deposição do conde Nuno II Mendes. Foi deposto pelos seus irmãos Afonso e Sancho em 1071, após o que foi feito prisioneiro até à sua morte em 1090. |
| Sancho II O Forte    |         | c. 1040? Zamora Filho de Fernando I de Leão e Sancha I de Leão                        | 1071                   | 7 de outubro de 1072   | Alberta | 7 de outubro de 1072 Zamora 31-32 anos Sepultado no Mosteiro de San Salvador de Oña                | Também rei de Castela (1065-1072) e Leão (1072), irmão de Afonso VI. Depôs o irmão Garcia II. |
| Afonso VI O Bravo    |         | 1047 Santiago de Compostela Filho de Fernando I de Leão e Sancha I de Leão            | 7 de outubro de 1072   | 1 de julho de 1109     | Inês da Aquitânia 1073 sem filhos Constança da Borgonha 1079 seis filhos Berta 25 de novembro de 1093 sem filhos Isabel (Zaida de Sevilha?) 1100 dois filhos Beatriz 1108 sem filhos | 1 de julho de 1109 Toledo 62 anos Sepultado no Mosteiro de Sahagún                                 | Também rei de Leão (1065-1109) e de Castela (1072-1109), usando o título de imperador a partir de 1073. Depôs o irmão, Sancho II, recuperando o trono. |
| Urraca I A Temerária |         | 24 de junho de 1081 Leão Filha de Afonso VI de Leão e Castela e Constança da Borgonha | 1 de julho de 1109     | 17 de setembro de 1111 | Raimundo de Borgonha 1095 dois filhos Afonso I de Aragão 1106 sem filhos | 8 de março de 1126 Saldaña 44 anos Sepultada na Basílica de Santo Isidoro, em Leão                 | Casada com Raimundo da Borgonha (m. 1107) e depois com Afonso I de Aragão, o Batalhador, rei-consorte, não de jure |

### Dinastia da Borgonha
| Nome                   | Retrato | Nascimento                                                                                   | Início Reinado         | Fim Reinado          | Casamento(s)                                                                     | Morte                                                                         | Notas |
| ---------------------- | ------- | -------------------------------------------------------------------------------------------- | ---------------------- | -------------------- | -------------------------------------------------------------------------------- | ----------------------------------------------------------------------------- | --- |
| Afonso VII O Imperador |         | 1 de março de 1105 Caldas de Reis Filho de Urraca I de Leão e Castela e Raimundo de Borgonha | 17 de setembro de 1111 | 21 de agosto de 1157 | Berengária de Barcelona 1127-1128 sete filhos Riquilda da Polônia 1152 uma filha | 21 de agosto de 1157 Viso del Marqués 52 anos Sepultado na Catedral de Toledo | Foi coroado em 1111 como o mediatizado rei da Galiza em Santiago de Compostela como herdeiro aparente da sua mãe. Em 1126 sucedeu a Urraca como rei de Leão, Castela e Toledo. Durante o seu reinado, Afonso I de Portugal rebelou-se contra Leão, de quem era vassalo. A partir de 1152 Afonso VII associou os seus filhos ao trono, recebendo Fernando o título de Rei da Galiza. |

A lista prossegue com Lista de monarcas de Leão e Lista de reis de Castela.

## Portugueses que reclamaram posse da Galiza

### Dinastia de Borgonha
- Fernando I de Portugal, último rei borgonhense, aclamou-se rei de Galiza e Leão após o assassínio de Pedro I de Castela, exigindo a submissão de várias cidades galegas e leonesas (1369-1373).

### Dinastia de Avis
- Afonso V de Portugal e Joana de Castela, a Beltraneja, aclamados de jure reis da Galiza em 1475, viram as suas pretensões ao trono castelhano desbaratadas na batalha de Toro (1479).